# Thal-Marmoutier
Thal-Marmoutier là một xã thuộc tỉnh Bas-Rhin trong vùng Grand Est đông bắc Pháp.